# Lophothericles wardi
Lophothericles wardi är en insektsart som beskrevs av Marius Descamps 1977. Lophothericles wardi ingår i släktet Lophothericles och familjen Thericleidae. Inga underarter finns listade i Catalogue of Life.